# Acindino
Acindino fue un mártir cristiano de mediados del siglo IV. 
Acindino junto con San Pegasio se dedicó a la prédica del Evangelio. Presos ambos por orden del rey de Persia Sapor II sufrieron grandes tormentos. Aun así no renegaron de su fe. 
Cuando eran conducidos a las afueras de la población para ser ejecutados, les acompañó una gran multitud de cristianos, cifrados en 7.000, que fueron masacrados por orden del rey. 